# Amiens SC
Amiens Sports Club (phát âm tiếng Pháp: [amjɛ̃]; thường được gọi là Amiens SC hoặc đơn giản là Amiens) là một câu lạc bộ bóng đá Pháp có trụ sở tại thành phố Amiens phía bắc thuộc vùng Hauts-de-France. Câu lạc bộ được thành lập vào năm 1901 và chơi ở Ligue 1, giải đấu hàng đầu của bóng đá Pháp. Câu lạc bộ chơi các trận đấu trên sân nhà tại Stade de la Licorne nằm trong thành phố. Mùa giải Ligue 1 2017-2018 là mùa giải đầu tiên trong lịch sử 116 năm của câu lạc bộ chơi ở cấp độ cao nhất. Amiens chưa bao giờ giành được một danh hiệu lớn.

## Lịch sử
Câu lạc bộ Amiens Athlétic (AAC) được thành lập vào năm 1901 bởi một nhóm người chơi từ Hiệp hội du LycéeỤmiens, nhà vô địch học sinh Pháp năm 1902, 1903 và 1904. AAC đã nghiền nát đối thủ đầu tiên của mình, Saint-Quentin, 13-0 vài tháng sau khi thành lập. Vào tháng 4 năm 1902, Comité de Picardie de l'USFSA được thành lập bởi chủ tịch của AAC lúc bấy giờ (Henri-Frédéric Petit). AAC thống trị giải đấu USFSA sớm trong 12 mùa đầu tiên. Năm 1909, câu lạc bộ đã có một mặt bằng mới, tại Công viên Henry Daussy, cho phép tham dự hơn 1.000 khán giả. Năm 1933, câu lạc bộ có phần chuyên nghiệp đầu tiên, sau đó bị bỏ rơi vào năm 1952, trước khi trở lại chuyên nghiệp vào năm 1993. Kể từ những ngày đầu, AAC đã trải qua hai lần thay đổi tên: Năm 1961, là Sporting Club d'Amiens và vào năm 1989, với tên Amiens Sporting Club. Amiens đã chơi ở Ligue 2 giữa năm 2001-009. Đội bóng đã trở lại giải hạng hai của bóng đá Pháp cho mùa giải 2016-2017, sau khi kết thúc vị trí thứ 3 tại Championnat National. Mùa giải đầu tiên của họ trở lại Ligue 2 là thành công nhất từ trước đến nay, khi họ kết thúc giải với danh hiệu Á quân và lần đầu tiên được thăng hạng Ligue 1. Đó cũng là một cuộc đua tài thăng hạng kịch tính, vì họ đã bị bỏ ra khỏi các vị trí thăng hạng nhưng vì mục tiêu, chiến thắng cuối cùng trong trận đấu cuối cùng với Reims đã giúp họ thăng hạng. Amiens mùa đầu tiên ở Ligue 1 đã kết thúc trụ hạng thành công với một kết thúc thứ 13 trên bảng tổng sắp.

## Danh hiệu
- Division 3
  - Vô địch (1): 1978
- Division d'Honneur (Nord)
  - Vô địch (4): 1924, 1927, 1957, 1963
- Division d'Honneur (Picardie)
  - Vô địch (2): 1920, 1921
- League USFSA (Picardie)
  - Vô địch (11): 1903, 1904, 1905, 1906, 1908, 1909, 1910, 1911, 1912, 1913, 1914
- Coupe de France
  - Á quân (1): 2001

## Cầu thủ

### Đội hình hiện tại
Tính đến 10 tháng 8 năm 2022
Ghi chú: Quốc kỳ chỉ đội tuyển quốc gia được xác định rõ trong điều lệ tư cách FIFA. Các cầu thủ có thể giữ hơn một quốc tịch ngoài FIFA.
| Số | VT | Quốc gia  | Cầu thủ                           |
| -- | -- | --------- | --------------------------------- |
| 1  | TM | Pháp      | Régis Gurtner (đội phó)           |
| 2  | HV | Mali      | Mamadou Fofana                    |
| 3  | HV | Thụy Điển | Sebastian Ring                    |
| 4  | HV | Ghana     | Nicholas Opoku                    |
| 5  | HV | Sénégal   | Formose Mendy                     |
| 6  | TV | Pháp      | Mamadou Fofana                    |
| 7  | TV | Pháp      | Antoine Leautey                   |
| 8  | TV | Togo      | Matthieu Dossevi                  |
| 9  | TĐ | Nigeria   | Tolu Arokodare (mượn từ Valmiera) |
| 10 | TĐ | Bénin     | Angel Chibozo (mượn từ Juventus)  |
| 15 | TV | Pháp      | Eddy Gnahoré                      |
| 16 | TM | Pháp      | Paul Charruau                     |
| 17 | TĐ | Sénégal   | Aliou Badji (mượn từ Al Ahly)     |
| 20 | TV | Pháp      | Mathis Lachuer                    |

| Số | VT | Quốc gia               | Cầu thủ            |
| -- | -- | ---------------------- | ------------------ |
| 21 | TV | Pháp                   | Jessy Bénet        |
| 23 | HV | Pháp                   | Abdourahmane Barry |
| 24 | TV | Pháp                   | Jérémy Gelin       |
| 25 | TV | Pháp                   | Owen Gene          |
| 26 | HV | Pháp                   | Matthéo Xantippe   |
| 27 | TĐ | Pháp                   | Mustapha Sangaré   |
| 29 | TV | Pháp                   | Iron Gomis         |
| 31 | TĐ | Bénin                  | Charbel Gomez      |
| 35 | HV | Cộng hòa Dân chủ Congo | Nathan Monzango    |
| 37 | TĐ | Pháp                   | Florian Bianchini  |
| 40 | TM | Pháp                   | Ylies Zitouni      |
| —  | HV | Bénin                  | Youssouf Assogba   |
| —  | TV | Maroc                  | Ayman Ouhatti      |
| —  | TĐ | Sénégal                | Amadou Ciss        |

### Cho mượn
Ghi chú: Quốc kỳ chỉ đội tuyển quốc gia được xác định rõ trong điều lệ tư cách FIFA. Các cầu thủ có thể giữ hơn một quốc tịch ngoài FIFA.
| Số | VT | Quốc gia  | Cầu thủ                                                           |
| -- | -- | --------- | ----------------------------------------------------------------- |
| —  | TV | Pháp      | Gaoussou Traoré (tại Concarneau cho đến ngày 30 tháng 6 năm 2023) |
| —  | TĐ | Thụy Điển | Jack Lahne (tại Újpest cho đến ngày 30 tháng 6 năm 2023)          |

| Số | VT | Quốc gia | Cầu thủ                                                      |
| -- | -- | -------- | ------------------------------------------------------------ |
| —  | TĐ | Pháp     | Darell Tokpa (tại Briochin cho đến ngày 30 tháng 6 năm 2023) |

### Ban kĩ thuật
| Vị trí                  | Tên                            |
| ----------------------- | ------------------------------ |
| Huấn luyện viên trưởng  | Luka Elsner                    |
| Trợ lý huấn luyện viên  | Abder Ramdane Romain Poyet     |
| Huấn luyện viên thể lực | Léo Djaoui Simon Lucq          |
| Bác sĩ vật lý trị liệu  | Bakasso Diaby Bruno Stefanczyk |
| Huấn luyện viên thủ môn | Nicolas Dehon                  |
| Bác sĩ câu lạc bộ       | Christophe Carpentier          |
| Bác sĩ chuyên khoa chân | Nathalie Metais                |
| Bác sĩ cơ xương khớp    | Martin Galand                  |

### Cựu cầu thủ nổi bật
Bên dưới là các cựu cầu thủ nổi bật từng thi đấu cho Amiens và các đội tiền nhiệm ở giải quốc nội và giải đấu quốc tế kể từ khi câu lạc bộ thành lập năm 1901. Để được xuất hiện trong danh sách bên dưới, một cầu thủ phải thi đấu ít nhất 80 trận đấu chính thức cho câu lạc bộ.
Về danh sách cựu cầu thủ Amiens, xem Thể loại:Cầu thủ bóng đá Amiens SC.
- Fabrice Abriel
- Stéphane Adam
- Joël Beaujouan
- Thierry Bonalair
- Antoine Buron
- David De Freitas
- Jean-Louis Delecroix
- Emmanuel Duchemin
- Thibault Giresse
- Stéphane Hernandez
- Sébastien Heitzmann
- Julien Lachuer
- Arnaud Lebrun
- Eric Luc Leclerc
- Jean Mankowski
- Pierre Mankowski
- Cyrille Merville
- Olivier Pickeu
- David Vairelles
- Lakhdar Adjali
- Titi Buengo
- Fernando Casartelli
- Joël Sami
- Oscar Ewolo
- Jean-Paul Abalo
- Fahid Ben Khalfallah